# Bryan Carvallo
 Bryan Andrés Carvallo Utreras (La Granja, Chile, 15 de septiembre de 1996) es un futbolista profesional chileno que se desempeña como volante de creación y extremo (izquierdo y derecho). actualmente milita en Unión Española de la Primera División de Chile.

## Trayectoria

### Inicios
Llegó a las divisiones inferiores de Colo-Colo con 11 años, en el año 2007.

### Colo Colo (2013-2016)

#### 2013
Durante el año 2013 formó parte del equipo filial, Colo-Colo B, que disputaba la Segunda División Profesional.

#### 2014
Debutó profesionalmente en el primer equipo de Colo-Colo el 28 de febrero de 2014, de la mano del entrenador Héctor Tapia, cuando reemplazó a Juan Delgado en un encuentro frente a Cobresal por el Torneo de Clausura, que finalizó con el triunfo del conjunto albo por 3-2.
En el Apertura 2014 Bryan jugó 5 partidos y sumo 63 minutos, y por la Copa Chile 2014-15 jugó un partido.

#### 2015
El 18 de abril de 2015 debutó en un clásico contra la Universidad Católica, ingresando al minuto 32 por lesión de Juan Delgado, lamentablemente en esa tarde perderían por 3-0, el 22 de abril Carvallo debutaba en competencias internacionales con tan solo 18 años, en la última fecha de la Copa Libertadores 2015 ingreso al minuto 87 por Emiliano Vecchio, lamentablemente los albos perderían por 2-0 en el Estadio Mineirao y quedarían eliminados en fase de grupos.
El 26 de abril de 2015 Carvallo jugó de titular por primera vez en la Primera División de Chile, ante Cobreloa en Calama, victoria por 4-0 de los albos, Bryan salió al 72' por Esteban Paredes, en ese torneo Carvallo jugó 4 partidos y 183 minutos. Por la Copa Libertadores de América jugó los últimos 3 minutos ante Mineiro.
El 19 de julio de 2015 jugando contra Deportes Concepción por la Copa Chile 2015, a poco tiempo de haber entrado al campo de juego, anotó el tercer tanto y su primer gol en el profesionalismo para que el equipo se impusiera por 3-1 en el marcador, que al final terminó en triunfo para el "Cacique".
El 8 de agosto de 2015 se jugaba la vuelta del partido contra Ñublense en Chillán, válido por el grupo 7 de la Copa Chile 2015. El técnico de José Luis Sierra, decidió darle minutos a Yitán, y junto a sus compañeros asegurar la clasificación. Un partido fácil para los muchachos, ya que al ir por 2-0 de ventaja, en el minuto 51' Carvallo marcaría el tercer gol de los albos en el partido tras bajarla de pecho luego de un pase de Juan Delgado, ese partido teeminaria 5-0 y la patrulla juvenil sellaría la clasificación, por la Copa Chile 2015 Bryan jugó 6 partidos y sumo 2 goles.
Carvallo se consagraría campeón con Colo Colo en el Apertura 2015, donde jugó 7 partidos (156 min en total).

#### 2016
El 24 de febrero de 2016 Carvallo debutaba en la Copa Libertadores 2016 por la Fecha 2 ante Melgar en el Monumental, ingreso al 84' por Martín Tonso en la victoria por 1-0.
El 14 de abril de 2016 Colo Colo se jugaba la vida ante Independiente del Valle por la última fecha, Carvallo ingreso al minuto 85 por Gabriel Suazo y otra lo albos quedaron eliminados de la Copa Libertadores de América en fase de grupos, tras empatar 0-0, resultados que beneficio a los de Sangolqui.
El 24 de abril, anotó su primer gol por torneos nacionales ante Universidad de Concepción en el Estadio Alcaldesa Ester Roa Rebolledo y dio una asistencia, por lo que fue elegido como el mejor jugador del partido, en ese torneo Carvallo jugó 6 partidos y sumo 334 minutos y por la Libertadores 2.
Tras la salida del "Coto" Sierra y la llegada de Pablo Guede, Carvallo perdería su espacio en el equipo, durante el segundo semestre de 2016, solo disputó el partido de ida de la primera ronda de la Copa Chile 2016 ante Ñublense, duelo en que fue titular y salió reemplazado al minuto 57' por Michael Ríos.

### Deportes Antofagasta (2017)
Durante el segundo semestre de 2016, únicamente fue convocado en tres oportunidades por Pablo Guede para el Torneo Apertura: ante Santiago Wanderers, Cobresal y Palestino, y en ninguno de esos compromisos ingresó. Debido a esta falta de continuidad, y con la idea de sumar minutos, en enero de 2017 fue enviado a préstamo a Deportes Antofagasta por un año.
En el elenco del norte de Chile vivió un renacer futbolístico, consolidándose como titular y siendo pieza importante en el buen desempeño que tuvo el elenco puma en el año 2017, primero bajo la dirección técnica de Fernando Vergara y luego con Nicolás Larcamón al mando. Así lo demuestran sus estadísticas, pues durante el Torneo de Clausura disputó 14 encuentros, sumando 988 minutos en cancha, y anotó 3 goles. Misma cantidad de partidos jugó en el Torneo de Transición, acumulando 1.116 minutos y otros 3 tantos convertidos, además de su participación en 6 compromisos válidos por Copa Chile, certamen donde Deportes Antofagasta llegó a semifinales, instancia en que fue eliminado a manos de Universidad de Chile por un marcador global de 2 a 1.

### Colo-Colo (2018)
Finalizado su préstamo en Deportes Antofagasta, en enero de 2018 se sumó a la pretemporada de Colo-Colo con la ilusión de encontrar un espacio en el equipo, pero con la opción de ser enviado nuevamente a préstamo, ya que varios clubes mostraron interés en contar con sus servicios. Finalmente, el 9 de febrero se confirmó que sería considerado en el plantel del cuadro popular, luego de una conservación con Pablo Guede.
Redebutó con el club que lo formó como futbolista profesional el 17 de febrero, en la derrota alba ante  Palestino por 2 a 1 en condición de visita, compromiso válido por la fecha 3 del Torneo Nacional 2018 en el cual ingresó a los 67' de juego en reemplazo de Felipe Campos, luciendo la camiseta número 3.

## Selección nacional

### Selecciones menores
Durante al año 2011, participó del Sudamericano Sub-15 de Uruguay, certamen en el cual la selección chilena fue eliminada en primera fase, al finalizar cuarta en el Grupo A, tras conseguir cinco puntos en cuatro partidos disputados. 
En marzo de 2013, fue convocado por Mariano Puyol para disputar el Sudamericano Sub-17 de Argentina, durante el mes de abril de ese año. En dicho certamen, jugó los cuatro compromisos disputados por Chile, y anotó un gol en la igualdad 1 a 1 ante Bolivia, siendo su selección eliminada en primera ronda, tras completar tres empates y una derrota.
Con experiencia en Primera División tras debutar en Colo-Colo, el entonces técnico de la Selección chilena Sub-20, Hugo Tocalli, lo incluyó en la nómina de 23 jugadores que viajaron a Uruguay para disputar el Sudamericano Sub-20 de 2015, certamen en el cual disputó dos encuentros, sumando un total de 84 minutos en cancha, siendo Chile eliminado en primera fase, tras tres derrotas y solo un triunfo en dicho torneo.
El día 29 de julio de 2017, fue incluido en la nómina de 20 jugadores de proyección, categoría sub-21, que militan en el medio local, dada a conocer por la ANFP de cara a un encuentro amistoso a disputarse el 1 de septiembre del mismo año contra la selección francesa sub-21 en el Estadio Parque de los Príncipes de París. El equipo será dirigido por el entrenador de la selección chilena sub-20, Héctor Robles, en coordinación con el personal de la selección absoluta, en un trabajo de preparación que contará con la observación del cuerpo técnico que encabeza Juan Antonio Pizzi y que tiene por objeto visualizar deportistas que puedan ser considerados para incorporarse paulatinamente a la selección adulta.
Dicho compromiso, finalmente disputado en el Estadio Francis-Le-Basser de Laval, finalizó igualado 1 a 1 y el volante ingresó a los 74' de juego en reemplazo de Francisco Arancibia.
| Torneo                      | Sede      | Resultado    | Partidos | Goles |
| --------------------------- | --------- | ------------ | -------- | ----- |
| Sudamericano Sub-17 de 2013 | Argentina | Primera fase | 4        | 1     |
| Sudamericano Sub-20 de 2015 | Uruguay   | Primera fase | 2        | 0     |

## Estadísticas
| Club                         | Div              | Temporada        | Liga  | Liga  | Copas nacionales | Copas nacionales | Torneos internacionales | Torneos internacionales | Total | Total |
| Club                         | Div              | Temporada        | Part. | Goles | Part.            | Goles            | Part.                   | Goles                   | Part. | Goles |
| ---------------------------- | ---------------- | ---------------- | ----- | ----- | ---------------- | ---------------- | ----------------------- | ----------------------- | ----- | ----- |
| Colo-Colo 'B' · Chile        | 3.ª              | 2013             | 1     | 0     | —                | —                | —                       | —                       | 1     | 0     |
| Colo-Colo 'B' · Chile        | 3.ª              | 2013-14          | 4     | 0     | —                | —                | —                       | —                       | 4     | 0     |
| Colo-Colo 'B' · Chile        | Total club       | Total club       | 5     | 0     | 0                | 0                | 0                       | 0                       | 5     | 0     |
| Colo Colo · Chile            | 1.ª              | 2013-14          | 1     | 0     | —                | —                | —                       | —                       | 1     | 0     |
| Colo Colo · Chile            | 1.ª              | 2014-15          | 9     | 0     | 1                | 0                | 1                       | 0                       | 11    | 0     |
| Colo Colo · Chile            | 1.ª              | 2015-16          | 13    | 1     | 6                | 2                | 2                       | 0                       | 21    | 3     |
| Colo Colo · Chile            | 1.ª              | 2016-17          | —     | —     | 1                | 0                | —                       | —                       | 1     | 0     |
| Deportes Antofagasta · Chile | 1.ª              | 2016-17          | 14    | 3     | —                | —                | —                       | —                       | 14    | 3     |
| Deportes Antofagasta · Chile | 1.ª              | 2017             | 14    | 3     | 6                | 0                | —                       | —                       | 20    | 3     |
| Deportes Antofagasta · Chile | Total club       | Total club       | 28    | 6     | 6                | 0                | 0                       | 0                       | 34    | 6     |
| Colo Colo · Chile            | 1.ª              | 2018             | 5     | 0     | 2                | 0                | —                       | —                       | 7     | 0     |
| Colo Colo · Chile            | Total club       | Total club       | 28    | 1     | 10               | 2                | 3                       | 0                       | 41    | 3     |
| Necaxa · México              | 1.ª              | 2018-19          | 2     | 0     | 2                | 0                | —                       | —                       | 4     | 0     |
| Everton · Chile              | 1.ª              | 2019             | 9     | 2     | 2                | 0                | —                       | —                       | 11    | 2     |
| Everton · Chile              | Total club       | Total club       | 9     | 2     | 2                | 0                | 0                       | 0                       | 11    | 2     |
| Univ. Concepción · Chile     | 1.ª              | 2020             | 31    | 5     | —                | —                | —                       | —                       | 31    | 5     |
| Univ. Concepción · Chile     | Total club       | Total club       | 31    | 5     | 0                | 0                | 0                       | 0                       | 31    | 5     |
| Necaxa · México              | 1.ª              | 2020-21          | 6     | 0     | 0                | 0                | —                       | —                       | 6     | 0     |
| Necaxa · México              | Total club       | Total club       | 8     | 0     | 2                | 0                | 0                       | 0                       | 10    | 0     |
| Unión La Calera · Chile      | 1ª               | 2022             | 5     | 0     | 0                | 0                | 2                       | 0                       | 7     | 0     |
| Unión La Calera · Chile      | Total club       | Total club       | 5     | 0     | 0                | 0                | 2                       | 0                       | 7     | 0     |
| Unión Española · Chile       | 1.ª              | 2023             | 0     | 0     | 0                | 0                | —                       | —                       | 0     | 0     |
| Unión Española · Chile       | 1.ª              | 2024             | 0     | 0     | 0                | 0                | —                       | —                       | 0     | 0     |
| Unión Española · Chile       | Total club       | Total club       | 0     | 0     | 0                | 0                | 0                       | 0                       | 0     | 0     |
| Total en carrera             | Total en carrera | Total en carrera | 114   | 14    | 20               | 2                | 5                       | 0                       | 139   | 16    |
| 1. 2. 3.                     |                  |                  |       |       |                  |                  |                         |                         |       |       |

## Palmarés

### Campeonatos nacionales
| Título             | Club      | País  | Año    |
| ------------------ | --------- | ----- | ------ |
| Primera División   | Colo-Colo | Chile | 2014-C |
| Primera División   | Colo-Colo | Chile | 2015-A |
| Copa Chile         | Colo-Colo | Chile | 2016   |
| Supercopa de Chile | Colo-Colo | Chile | 2018   |